# Škoda Scala
La Škoda Scala est une berline compacte 5 portes produite par le constructeur automobile tchèque Škoda à partir de 2019. Elle remplace la Rapid et sa version à cinq portes Spaceback.

## Présentation
La Škoda Scala est dévoilée le 6 décembre 2018 à Tel Aviv lors d'un événement spécifique.

### Phase 2
Škoda annonce le restylage de la Scala le 20 juillet 2023.

## Caractéristiques techniques

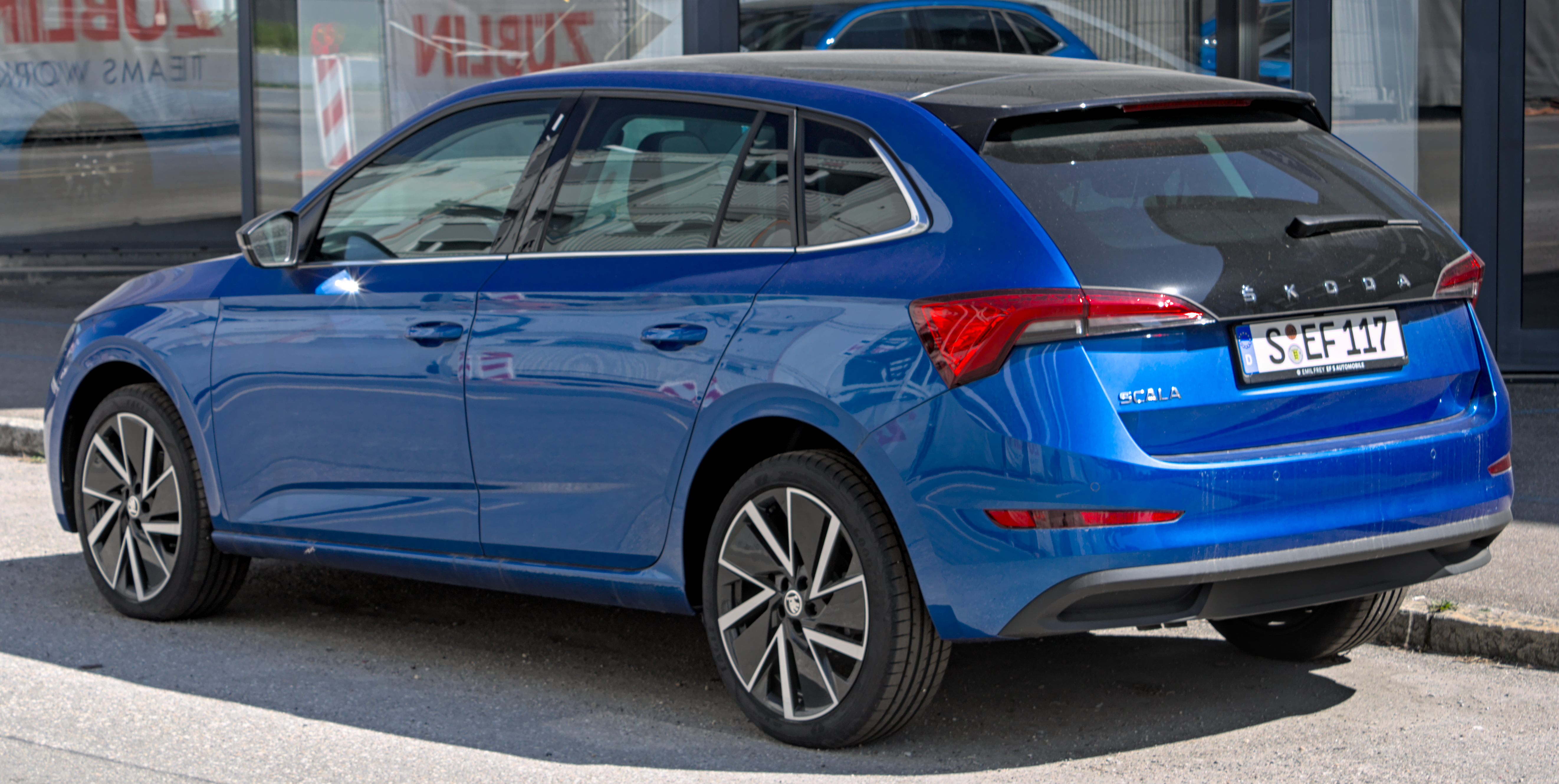
Vue de l'arrière

La Scala repose sur la plateforme technique MQB A0 servant notamment à ses cousines Volkswagen Polo et Audi A1. Il s'agit donc d'une berline compacte bâtie sur une plateforme de citadine polyvalente allongée et élargie. Cette plateforme ne permet pas techniquement de bénéficier de version quatre roues motrices.

### Technologie
La compacte est équipée de série de phares full LED et de clignotants arrière à défilement. À l'intérieur, la console centrale est munie d'un écran tactile de 23 cm sur les finitions haut de gamme, 20 cm sur les finitions intermédiaires et 17 cm en entrée de gamme.
Elle peut recevoir en option les aides à la conduite suivantes :
- Caméra arrière couplée à l’assistant de manœuvre de stationnement ;
- Front Assist : freinage automatique d’urgence, détection des piétons et régulateur de vitesse adaptatif ;
- Lane Assist : aide au maintien dans la voie de circulation ;
- Side Assit : détecte les véhicules arrivant de l’arrière ou dans l’angle mort.

On peut y installer un vélo roues montées, d'une longueur maximale de 166 cm, couché dans le coffre en mode break[réf. nécessaire].

### Motorisations
La Scala reçoit trois moteurs essence, un 3 cylindres 1,0 L TSI décliné en 95 et 115 ch et un 4 cylindres 1,5 L TSI de 150 ch, et un moteur diesel 1,6 L TDI de 115 ch, tous disponibles en boîte manuelle 6 rapports. La boîte automatique DSG7 est disponible en option sur toutes les versions excepté la version essence 95 ch. Un 3 cylindres 1,0 L G-TEC de 90 ch fonctionnant au gaz naturel (GNV) s'ajoute à la gamme.
|                                                   | 1.0 G-TEC 90           | 1.0 TSI 95           | 1.0 TSI 116          | 1.0 TSI 116                         | 1.5 TSI 150          | 1.5 TSI 150                         | 1.6 TDI 116          | 1.6 TDI 116                         |
| ------------------------------------------------- | ---------------------- | -------------------- | -------------------- | ----------------------------------- | -------------------- | ----------------------------------- | -------------------- | ----------------------------------- |
| Moteur                                            | 3 cylindres en ligne   | 3 cylindres en ligne | 3 cylindres en ligne | 3 cylindres en ligne                | 4 cylindres en ligne | 4 cylindres en ligne                | 4 cylindres en ligne | 4 cylindres en ligne                |
| Carburant                                         | Gaz naturel et essence | Essence              | Essence              | Essence                             | Essence              | Essence                             | Diesel               | Diesel                              |
| Alimentation                                      | Atmosphérique          | Turbocompressé       | Turbocompressé       | Turbocompressé                      | Turbocompressé       | Turbocompressé                      | Turbocompressé       | Turbocompressé                      |
| Cylindrée (cm3)                                   | 999                    | 999                  | 999                  | 999                                 | 1 498                | 1 498                               | 1 598                | 1 598                               |
| Puissance maximale ch (kW)                        | 90                     | 95 (70)              | 116 (85)             | 116 (85)                            | 150 (110)            | 150 (110)                           | 116 (85)             | 116 (85)                            |
| au régime de (tr/min)                             |                        | 5 000 à 5 500        | 5 000 à 5 500        | 5 000 à 5 500                       | 5 000 à 6 000        | 5 000 à 6 000                       | 3 250 à 4 000        | 3 250 à 4 000                       |
| Couple maximal (N m)                              | 145                    | 175                  | 200                  | 200                                 | 250                  | 250                                 | 250                  | 250                                 |
| au régime de (tr/min)                             |                        | 1 500 à 3 500        | 2 000 à 3 500        | 2 000 à 3 500                       | 1 500 à 3 500        | 1 500 à 3 500                       | 1 500 à 3 250        | 1 500 à 3 250                       |
| Boîte de vitesses                                 | Manuelle 5 rapports    | Manuelle 5 rapports  | Manuelle 6 rapports  | Automatique séquentielle 7 rapports | Manuelle 6 rapports  | Automatique séquentielle 7 rapports | Manuelle 6 rapports  | Automatique séquentielle 7 rapports |
| Vitesse maximale (km/h)                           |                        |                      | 201                  |                                     |                      | 219                                 | 201                  | 200                                 |
| 0-100 km/h (s)                                    |                        |                      | 9,8                  |                                     |                      | 8,2                                 | 10,1                 | 10,3                                |
| Consommation (L/100 km) urbain/extra-urbain/mixte |                        |                      | 6,2/4,2/5,0          |                                     |                      | 6,2/4,2/5,0                         | 5,1/3,6/4,2          | 4,9/3,7/4,1                         |
| Émissions de CO2 (g/km)                           |                        |                      | 113                  |                                     |                      | 113                                 | 104                  | 104                                 |
| Capacité du réservoir (L)                         | 50                     | 50                   | 50                   | 50                                  | 50                   | 50                                  | 50                   | 50                                  |
| Masse à vide (kg)                                 |                        |                      | 1 240                |                                     |                      | 1 265                               | 1 324                | 1 339                               |
| Norme environnementale                            | Euro 6d Temp           | Euro 6d Temp         | Euro 6d Temp         | Euro 6d Temp                        | Euro 6d Temp         | Euro 6d Temp                        | Euro 6d Temp         | Euro 6d Temp                        |

Données constructeur.

## Finitions
Quatre finitions sont disponibles pour les particuliers, et une (Business) réservée aux professionnels.
- Active (entrée de gamme) : projecteurs à LED, climatisation manuelle, Lane Assist, système d'infodivertissement Swing, etc.
- Ambition (milieu de gamme) : Active + climatisation automatique, système d'infodivertissement Boléro avec écran 8 pouces, Smartlink avec et sans fil, radar de stationnement arrière, etc.
- Style (haut de gamme) : Ambition + feux avant Full LED, ouverture et démarrage sans clé, combiné d'instrumentation numérique, système d'infodivertissement Amundsen avec écran 9,2 pouces, etc.
- Monte-Carlo[12] (ambiance sportive, haut de gamme) : Style + vitres et lunette arrière surteintées, projecteurs avant et arrière Full LED, toit vitré panoramique, jantes alliage 17 pouces noires, etc.

## Concept cars

### Škoda Vision RS concept

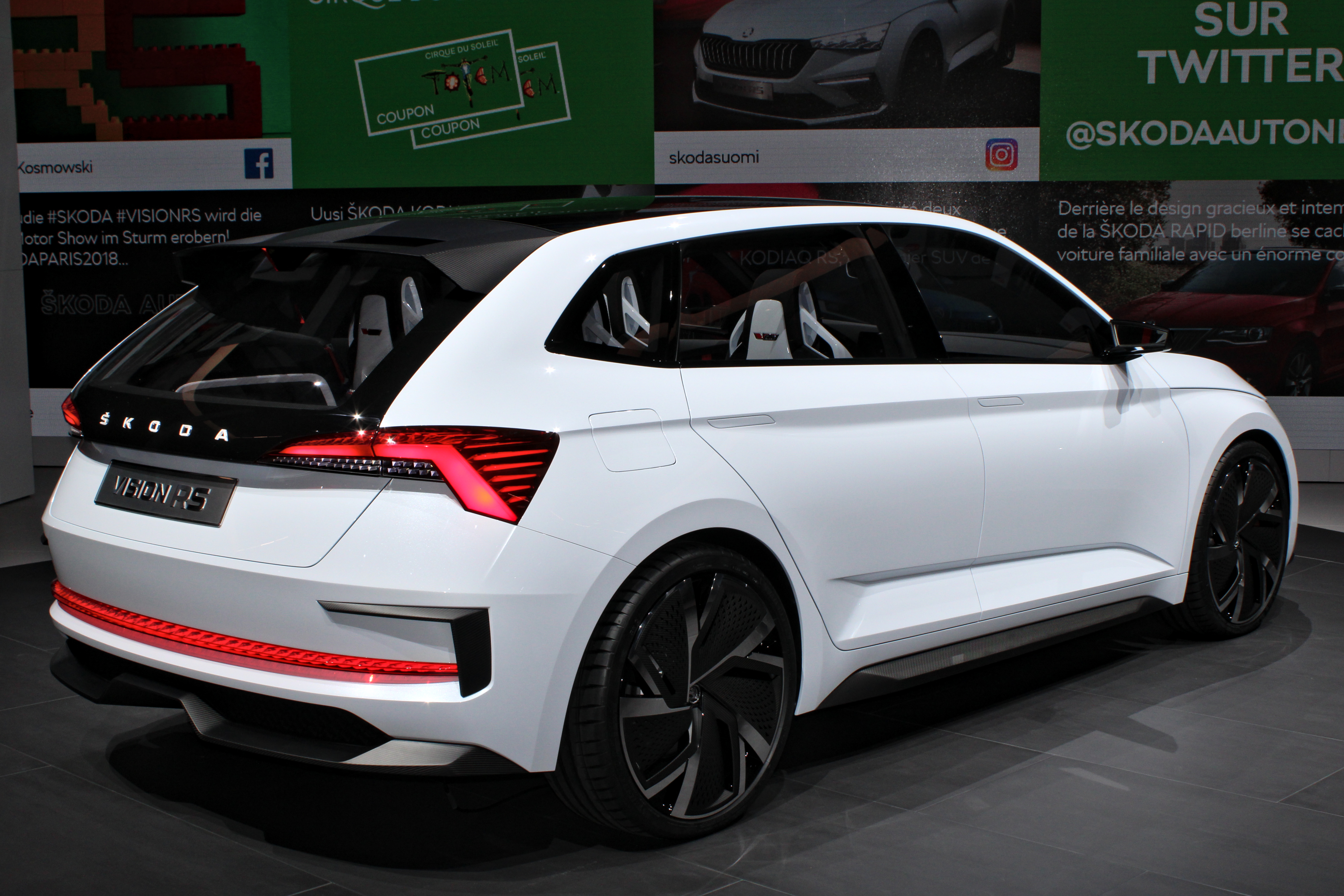
Škoda Vision RS concept au Mondial de l'Auto 2018

La Škoda Scala est préfigurée par le concept-car Škoda Vision RS concept dévoilé au Mondial Paris Motor Show 2018.
La Škoda Vision reçoit une motorisation hybride rechargeable composée d'un 4 cylindres 1,5 L TSi de 150 ch associé à un électromoteur de 75 kW (102 ch) implanté à l’avant. Cet ensemble fournit une puissance maximale de 245 ch.

### Škoda Slavia
La Slavia est un show car de spider sur base de Škoda Scala réalisé par 31 étudiants de la Skoda Academy et présenté le 20 juillet 2020.

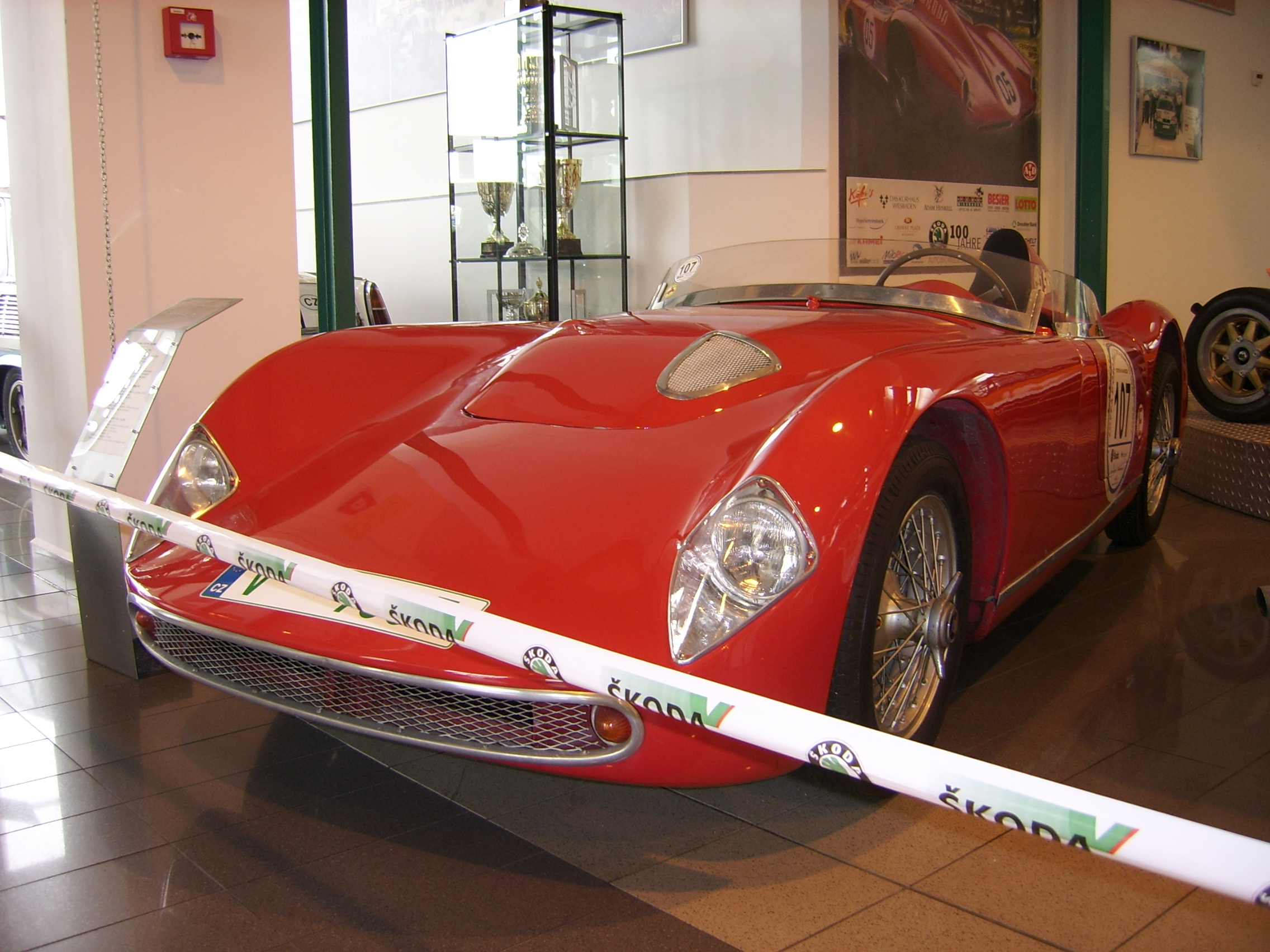
Škoda 1100 OHC

Le nom du concept renvoie aux premiers vélos construits par les fondateurs de la marque, Vaclav Laurin et Vaclav Klement en 1895, tandis que la ligne fait référence à la Škoda 1100 OHC, une voiture de course à deux places sans toit présentée en 1957.